# Hologymnosus doliatus
Espèce
Statut de conservation UICN

 LC  : Préoccupation mineure
Hologymnosus doliatus, communément nommé labre sucre d'orge, est une espèce de poisson osseux de petite taille appartenant à la famille des Labridae, natif du bassin Indo-Pacifique,. 